# Thomas Beatie
Thomas Trace Beatie, javni govornik, pisatelj in transspolni aktivist, * 20. januar 1974, Honolulu, Havaji

## Življenjepis
Beatie je transspolni moški, ki je leta 2002 spremenil spol in po umetni oploditvi leta 2007 zanosil. Beatie se je za nosečnost odločil, ker je njegova žena Nancy neplodna. Prva Beatiejeva nosečnost je bila zunajmaternična in se je končala s smrtjo treh plodov. Pozneje je rodil tri otroke. Par se je leta 2012 ločil. Primer je postal prvi, pri katerem je moški v tradicionalnem zakonu rodil otroke ženski, in prvi, pri katerem je sodišče izpodbijalo zakon, v katerem je rodil moški.